# Westwald
Der Westwald ist ein rund 20 Quadratkilometer großes Waldgebiet im Westen der Stadt Darmstadt im Süden von Hessen. Neben Darmstadt haben auch die Gemarkungen von Griesheim und Pfungstadt Anteil an der Waldfläche. Seine Nord-Süd-Ausdehnung beträgt etwa sieben Kilometer, die West-Ost-Ausdehnung an der breitesten Stelle etwa fünf Kilometer.

## Geografie
Naturräumlich ist der Westwald Teil des Hessischen Rieds und damit der Oberrheinischen Tiefebene. Das Gelände ist weitgehend eben und liegt in etwa 100 bis 150 Metern Höhe, wobei es von West nach Ost sanft ansteigt. Begrenzt wird der Westwald im Norden vom Verlauf des Darmbachs/Landgrabens, im Osten von der Bebauung Darmstadts und Eberstadts, im Süden vom Verlauf der Modau und des Sandbachs sowie im Westen vom Übergang zur landwirtschaftlichen und bebauten Fläche von Griesheim. Angrenzende Wälder sind die Täubcheshöhle im Norden jenseits des Darmbachs sowie der Wald zwischen Pfungstadt und Seeheim im Süden jenseits der Modau. Der Boden ist sandig und hat eine schlechte Wasserkapazität, sodass der Westwald anfällig für Dürre ist. Die Vegetation besteht überwiegend aus Waldkiefern, wobei Teilflächen abgestorben sind und zur Heide- bzw. Offenland-Bildung neigen. 
Der Westwald ist durch zahlreiche Forstschneisen in rechteckiger Form parzelliert und wird sowohl als Wirtschaftswald als auch zur Naherholung genutzt. Er befindet sich in kommunalem Besitz und wird durch das Forstamt Darmstadt verwaltet. Eine Bürgerinitiative fordert die Ausweisung des Waldes als Schutzgebiet. Die Bezeichnung Westwald ist erst im 20. Jahrhundert geläufig geworden. Historische Namen des Gebiets waren Die Tanne (generalisierend für alle Arten von Nadelbäumen, obwohl hier stets Kiefern dominierend waren) bzw. entsprechend den zugehörigen Gemarkungen die Teilgebiete Darmstädter Tanne, Bessunger Tanne, Eberstädter Tanne, Pfungstädter Tanne und Griesheimer Tanne. Hiervon leitet sich auch der Name der zu Beginn des 20. Jahrhunderts gegründeten Siedlung Tann ab.
Die Fläche ist in hohem Maße durch Verkehrswege belastet, so führen die Bundesautobahnen A 5, A 67 und A 672 durch den Westwald, ebenso die Bundesstraße 3, die Bundesstraße 26, die Bahnstrecke Frankfurt–Heidelberg und die geplante Neubaustrecke Frankfurt–Mannheim. Ferner liegen im Westwald die Justizvollzugsanstalt Darmstadt, das Naturdenkmal Kieferngruppe, der Dagger Complex, die Siedlung Tann, der Jagdklub Darmstadt und der Waldfriedhof Darmstadt. Namensgebend ist der Westwald auch für das Stadtviertel Waldkolonie.

## Ökologie
Die folgenden Daten beziehen sich auf den Waldzustandsbericht der Stadt Darmstadt aus dem Jahr 2021. Demnach waren im Westwald (nur Darmstädter Anteil, inklusive Täubcheshöhle) folgende Baumarten vertreten: Kiefer mit 33 %, Buche mit 26 %, Eiche mit 12 % und sonstige Laubbäume mit 28 %. Das Ausmaß der Waldschäden im Westwald wird im Bericht als „gravierend hoch“ bezeichnet, so waren 14 % der Bäume abgestorben, 52 % wiesen mittlere bis starke Schäden auf und nur 34 % waren ungeschädigt oder schwach geschädigt. Bei den Kiefern waren sogar über 30 % tot, bei den Buchen gab es ebenfalls ein überdurchschnittliches Schadensbild, während die Eichen und sonstigen Laubbäume etwas weniger stark betroffen waren. Die natürliche Verjüngung zeigte sich im Westwald gestört, so wachsen in der jungen Waldgeneration vor allem „buschige“ Neophyten nach, besonders die Spätblühende Traubenkirsche, der Götterbaum, die Gewöhnliche Robinie und Arten der Kermesbeeren, die beispielsweise die Buche verdrängen. 
In weiten Teilen des Westwalds haben die Bäume keinen Kontakt zum Grundwasser, da der Flurabstand (teilweise deutlich) über zehn Meter beträgt, während die Wurzeln nur bis in etwa fünf Meter Tiefe ausreichend vordringen können. So sind sie allein auf die Versorgung durch Niederschlag und daraus resultierende Bodenfeuchte angewiesen. Lediglich ganz im Norden und ganz im Süden im Bereich von Darmbach und Modau steht das Grundwasser höher an und ist für die Bäume erreichbar.